# Brucknerallee 185 (Mönchengladbach)

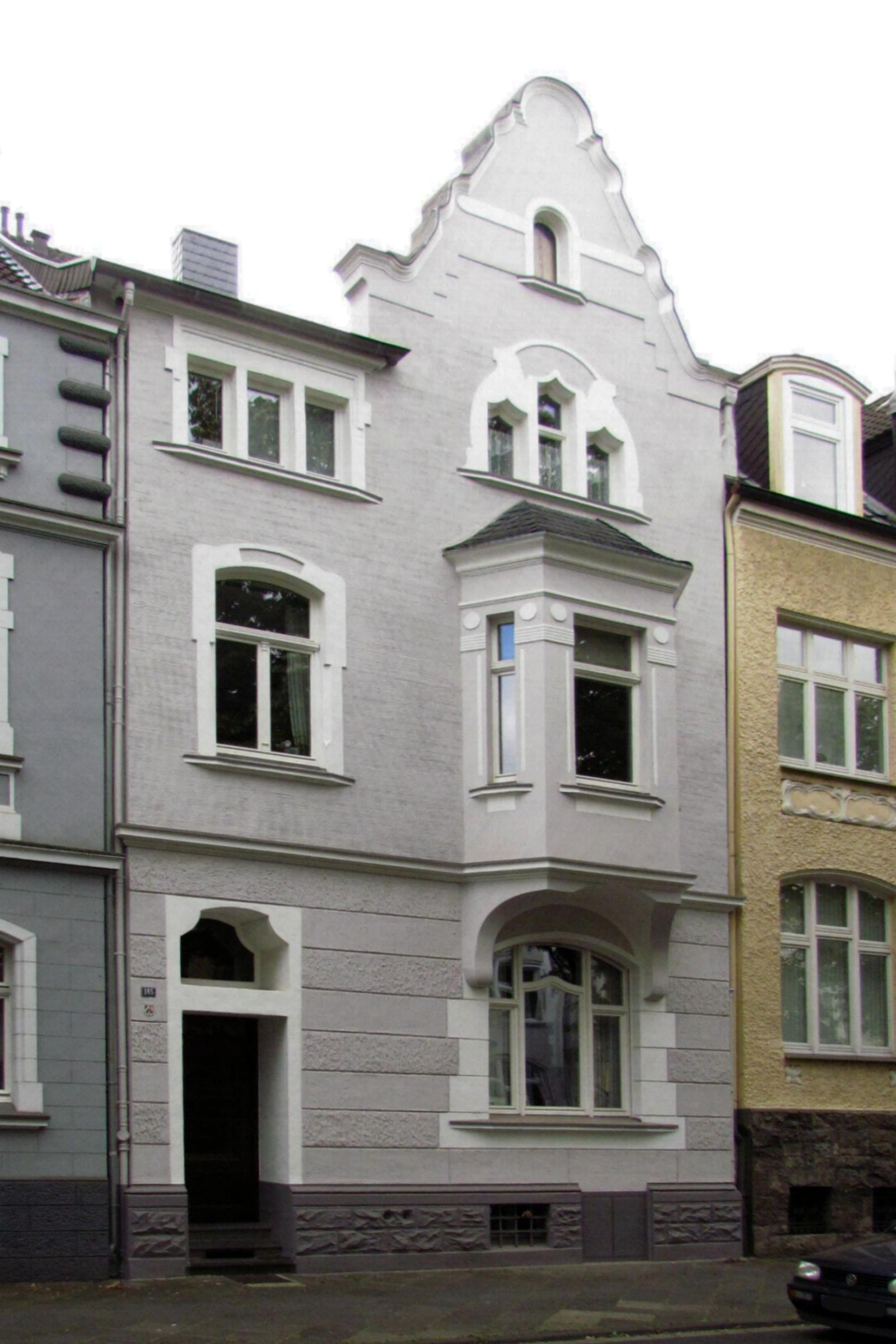
Wohnhaus (2014)

Das Wohnhaus Brucknerallee 185 steht im Stadtteil Grenzlandstadion in Mönchengladbach (Nordrhein-Westfalen).
Das Gebäude wurde 1904 erbaut. Es ist unter Nr. B 098 am 2. März 1989 in die Denkmalliste der Stadt Mönchengladbach eingetragen worden.

## Architektur
Dieses bürgerliche Wohnhaus ist als rechter, abschließender Teil einer geschlossenen und außerordentlich gut erhaltenen Gruppe (Nr. 176–196) historischer Stadthäuser zu betrachten. Bei dieser Gruppe handelt es sich um das Kernstück der vor der Jahrhundertwende als Prachtstraße und als weitere Verbindungsachse zwischen Rheydt und Mönchengladbach angelegten Allee.
Das 1904 errichtete Gebäude ist ein traufständiges, zweieinhalbgeschossiges Gebäude mit einer vertikalen Gliederung durch die zu zwei Achsen übereinander angeordneten Fenster.